# Антенна бегущей волны
Антенна бегущей волны (сокр. АБВ) — направленная антенна, по геометрической оси которой распространяется бегущая волна электромагнитных колебаний.

## Определение АБВ
Антенна, содержащая прямолинейный отрезок линии передачи с потерями, которые обусловлены непрерывно происходящим вдоль его длины излучением радиоволн, причём направление преимущественного излучения или приема близко к направлению продольной оси этого отрезка линии передачи.
В зависимости от диапазона рабочих частот тип линии передачи может быть различным (одно- или многопроводная, диэлектрический или металлический волновод и др.), а радиоволны могут излучаться как самой линией передачи (линией передачи открытого типа или с неполным экранированием, например, с щелью во внешнем экране), так и с помощью неоднородностей в линии передачи или излучающих элементов (вибраторов и др.), подключенных к линии передачи.
Отрезок линии передачи целиком используется в режиме, близком к режиму бегущей волны . Для достижения этого отрезок линии передачи может оканчиваться поглощающей нагрузкой, линия передачи может выполняться неоднородной, связь с излучающими элементами выполняется слабой и (или) переменной по длине отрезка. Этим обусловлена характерная для АБВ широкополосность (диапазонность, широкополосность и даже сверхширокополосность). При проектировании АБВ заданной длины важен выбор значения коэффициента замедления —  отношения фазовой скорости электромагнитной волны в линии передачи и в окружающем пространстве.
Поскольку применение АБВ оправдано при умеренных тепловых потерях в этой нагрузке, то длина отрезка линии передачи, являющегося необходимой и характерной частью АБВ, как правило, превышает рабочую длину волны (1…10 λmax и более). Ввиду большого продольного размера АБВ обладает узкой диаграммой направленности и является антенной направленного действия.
Некоторые наиболее известные разновидности антенны бегущей волны:
- проволочные [2]:
  - однопроводная ("длинный провод", от англ. Long Wire) или антенна Бевереджа
  - двухпроводная V-образная (англ. V-Beam)
  - ромбическая
  - антенна БС (англ. Fish Bone — рыбья кость)
- диэлектрическая стержневая
- спиральная продольного излучения
- волноводно-щелевая продольного излучения
- импедансная
- вытекающей волны
- Т-рупор

По устройству или принципу действия к АБВ близки антенны:
- логопериодическая (все разновидности)[3]
- "волновой канал"[4]
- Вивальди

## Свойства
АБВ имеет максимальное излучение (приём) в направлении её оси. Для связи между двумя объектами на земле - ось излучателя обычно направлена параллельно поверхности земли на прямой, соединяющей два объекта.
Коэффициент направленного действия АБВ D = kL/λ, где L - длина антенны, λ - длина волны, k - коэффициент, зависящий от направленности действия отдельного излучающего элемента, значения бегущей волны, соотношения амплитуд токов излучающих элементов и др. Значение k обычно лежит в пределах 4-8. Коэффициент направленного действия получается максимальным при фазовой скорости v бегущей волны, несколько меньшей скорости света с и равной
v = с-2λ (2L + λ).
Первое характерное свойство АБВ - это форма пространственной диаграммы направленности обладающей осевой симметрией. То есть независимо от плоскости, проходящей через ось излучателя - форма диаграммы одинакова. 
Второе характерное свойство - удовлетворительная направленность действия (у большинства АБВ), сохраняющаяся в широком диапазоне волн. Первое свойство проявляется тем больше, чем больше соотношение L/λ и чем выше осевая симметрия диаграммы направленности каждого излучающего элемента.

## Разновидности
АБВ может выполняться двух типов: из дискретных (раздельных) излучателей, расположенных вдоль оси на некотором расстоянии друг от друга, либо в виде одного сплошного излучателя, который располагается в направлении оси излучения/приёма. Во втором случае рассматривают сплошной излучатель как сумму дискретных излучателей, примыкающих один к другому.

К антеннам первого типа относятся:
- Спиральная антенна,
- Антенна вытекающей волны,
- Волновой канал.

К антеннам второго типа относятся:
- Антенна Бевереджа,
- Диэлектрическая стержневая антенна,
- V-образная антенна,
- Ромбическая антенна.

## Применение
На практике АБВ используется в приёмных и передающих радиоустройствах на всех длинах волн радиодиапазона.
К примеру, спиральные антенны используются для приёма/передачи высокочастотных сигналов в таких устройствах как сотовые телефоны.
Антенны типа волновой канал используются для приёма сигналов телевидения, радиолокации и в любительской радиосвязи.
Антенны Бевереджа применяются для обеспечения связи в вооружённых силах, так как, в отличие от простых штыревых антенн на переносных радиостанциях, могут существенно увеличить дальность приёма/передачи сигнала.